# Nemeritis quercicola
Nemeritis quercicola là một loài tò vò trong họ Ichneumonidae.